# Завгородний, Фёдор Петрович
Фёдор Петрович Завгородний — советский хозяйственный, государственный и политический деятель.

## Биография
Родился в 1929 году в селе 1-й Херсоновке (ныне — Аршалынский район Акмолинской области Казахстана. Член КПСС с 1955 года.
С 1952 года — на хозяйственной, общественной и политической работе. В 1952—2007 гг. — заместитель директора училища механизации сельского хозяйства, главный инженер совхоза, инструктор Акмолинского областного комитета КП Казахстана, секретарь Сталинского районного комитета КП Казахстана, 1-й секретарь Сталинского/Ленинского районного комитета КП Казахстана, 2-й секретарь Северо-Казахстанского /сельского/ областного комитета КП Казахстана, председатель Исполнительного комитета Талды-Курганского областного Совета, заместитель министра пищевой промышленности Казахской ССР, заместитель председателя Комитета цен Казахской ССР, советник Государственного комитета цен, главный специалист Министерства транспортного строительства Республики Казахстан, главный специалист акционерного общества «Казахстан жолдары».
Избирался депутатом Верховного Совета Казахской ССР 7-го и 8-го созывов.
Умер в Алма-Ате в 2007 году.